# باشگاه فوتبال بارتون پارک واندررز
باشگاه فوتبال بارتون پارک واندررز (به انگلیسی: Burton Park Wanderers Football Club) یک باشگاه فوتبال در شهر بارتون لاتیمر، کشور انگلستان است که در سال ۱۹۶۱ میلادی تأسیس شده‌است.